# وواهو
وواهو (به فرانسوی: Voimhaut) یک کمون در فرانسه است که در Canton of Faulquemont واقع شده‌است.

## خصوصیات
وواهو ۴٫۰۲ کیلومترمربع مساحت و ۱۷۴ نفر جمعیت دارد و ۲۴۰ متر بالاتر از سطح دریا واقع شده‌است.